# Jean Le Fèvre de Saint-Remy
Jean Le Fèvre de Saint-Remy (Abbeville, 1395 – Bruges, 16 giugno 1468) è stato uno storico francese.

## Biografia
Signore di Saint Remy. Egli è conosciuto anche come Toison d'or, perché servì come Re d'armi per l'Ordine del Toson d'oro. Di nobile nascita, adottò la professione delle armi e combatté nei ranghi  inglesi nella battaglia di Azincourt. Nel 1430, Le Fevre fu nominato Re d'armi da Filippo III di Borgogna e divenne ben presto una persona molto influente alla corte di Borgogna. Le Fevre spesso assisteva alla conduzione dei negoziati con le potenze straniere, ed è anche stato arbitro nei tornei e su tutte le questioni riguardanti la cavalleria, dove la sua grande conoscenza dell'araldica gli fu molto utile. Morì a Bruges per cause naturali.
Le Fevre ha scritto Chronique, o Histoire de Charles VI. Roy de France. La maggior parte di questa cronaca è solo una copia del lavoro di Enguerrand de Monstrelet, ma Le Fevre fu un autore originale negli anni tra il 1428 e il 1436, anni in cui fece delle conoscenze preziose, in particolare nella cavalleria della corte di Borgogna. Egli si dimostra più preciso di Monstrelet, ma è altrettanto parziale sui duchi di Borgogna. La Chronique è stata curata da F. Morand per la Société de l'histoire de France (Parigi, 1876). Le Fevre è generalmente considerato come l'autore di Livre des faites de Jacques di Lalaing.